# Draw the Line (canción)
«Draw the Line» es una canción de la banda de rock estadounidense Aerosmith, escrita por el cantante Steven Tyler y el guitarrista Joe Perry, publicada en 1977 como el primer sencillo del álbum Draw the Line. El sencillo se ubicó en la posición #42 de la lista Billboard Hot 100. La canción fue incluida en el álbum recopilatorio Greatest Hits.

## Versiones
La banda de thrash metal Testament grabó una versión de "Draw the Line" para el álbum recopilatorio de la banda, siendo la segunda canción de Aerosmith versionada por los californianos después de "Nobody's Fault".
Jeff Keith, Tommy Skeoch, Tony Levin y Eric Singer grabaron la canción para el álbum tributo Not the Same Old Song and Dance (Eagle Records, 1999).
Pearl Jam realizó un cover de la canción por primera vez el 5 de agosto de 2016 en el Parque Fenway de Boston.